# Velké dějiny zemí Koruny české
Velké dějiny zemí Koruny české (zkráceně VDZKČ) jsou historiografickou prací vycházející v podobě mnohosvazkové publikace v nakladatelství Paseka. Vydávání VDZKČ bylo zahájeno roku 1999 jako dílo rozsáhlého autorského kolektivu českých historiků, jehož základním cílem je podrobné, přehledné a vědecky hodnotné zpracování českých dějin od pravěku po konec 20. století. Jednou ze základních charakteristik VDZKČ je sepsání dějin bez ideologických deformací. Záměrem autorů je vyvarovat se zpracování dějin ve smyslu historie čistě českého národa. V centru pozornosti naopak stojí česká státnost a teritorium, na kterém se odehrávají dějiny Čechů, Němců, Židů a dalších národnostních menšin. Teritoriální vymezení bylo pojato jako dějiny bývalých zemí Koruny české (Čechy, Morava, Slezsko a obojí Lužice) s akcentem na Čechy, Moravu a České Slezsko tvořící historické části České republiky. Dominantní složkou VDZKČ je vylíčení politických dějin zasazených do evropského kontextu. Významná pozornost je věnována také hospodářským, sociálním a kulturním dějinám.
Vzhledem k pedagogickým a publikačním zkušenostem autorského týmu jsou VDZKČ přístupné širší veřejnosti, aniž ztrácejí na své odbornosti. Vyznačují se pečlivým, systematickým a rozsáhlým poznámkovým aparátem, který podtrhuje jeden ze základních aspektů celého díla – shrnutí dosavadních poznatků české historiografie. Z tohoto důvodu se těší VDZKČ zvýšenému zájmu odborné obce, studentů historických oborů a širokého čtenářstva. Projekt obdržel několik prestižních ocenění, včetně ceny Magnesia Litera. K popularitě a estetické hodnotě edice přispěla ucelená grafika a vazba všech svazků prodávaných v pevném kartonovém obalu s vyraženým symbolem Svatováclavské koruny představující ikonický a poznávací znak této edice.
Do roku 2022 bylo vydáno v hlavní řadě 16 dílů v celkem 20 svazcích. Plánují se další tři díly, které pokryjí úsek let 1945—1992. Od roku 2009 vychází paralelně s hlavní řadou Tematická řada VDZKČ koncentrující se na konkrétní obory lidské činnosti jako jsou architektura, právo, stát, školství a vzdělanost apod. V Tematické řadě vyšlo 9 svazků a v přípravě jsou další. Svým rozsahem a šíří záběru představují VDZKČ nejpodrobnější zpracování českých dějin. Jako jediná velká edice české historiografie dokázala souvisle zpracovat dějiny českých zemí od pravěku po moderní dobu. Pro českou vědu představují VDZKČ jeden z nejambicióznějších a nejúspěšnějších projektů za uplynulá dvě století a významem a objemností jsou řazena po bok Ottova slovníku naučného, Ottovy encyklopedie Čechy nebo Hradů, zámků a tvrzí království Českého Augusta Sedláčka.

## Předchozí edice českých dějin

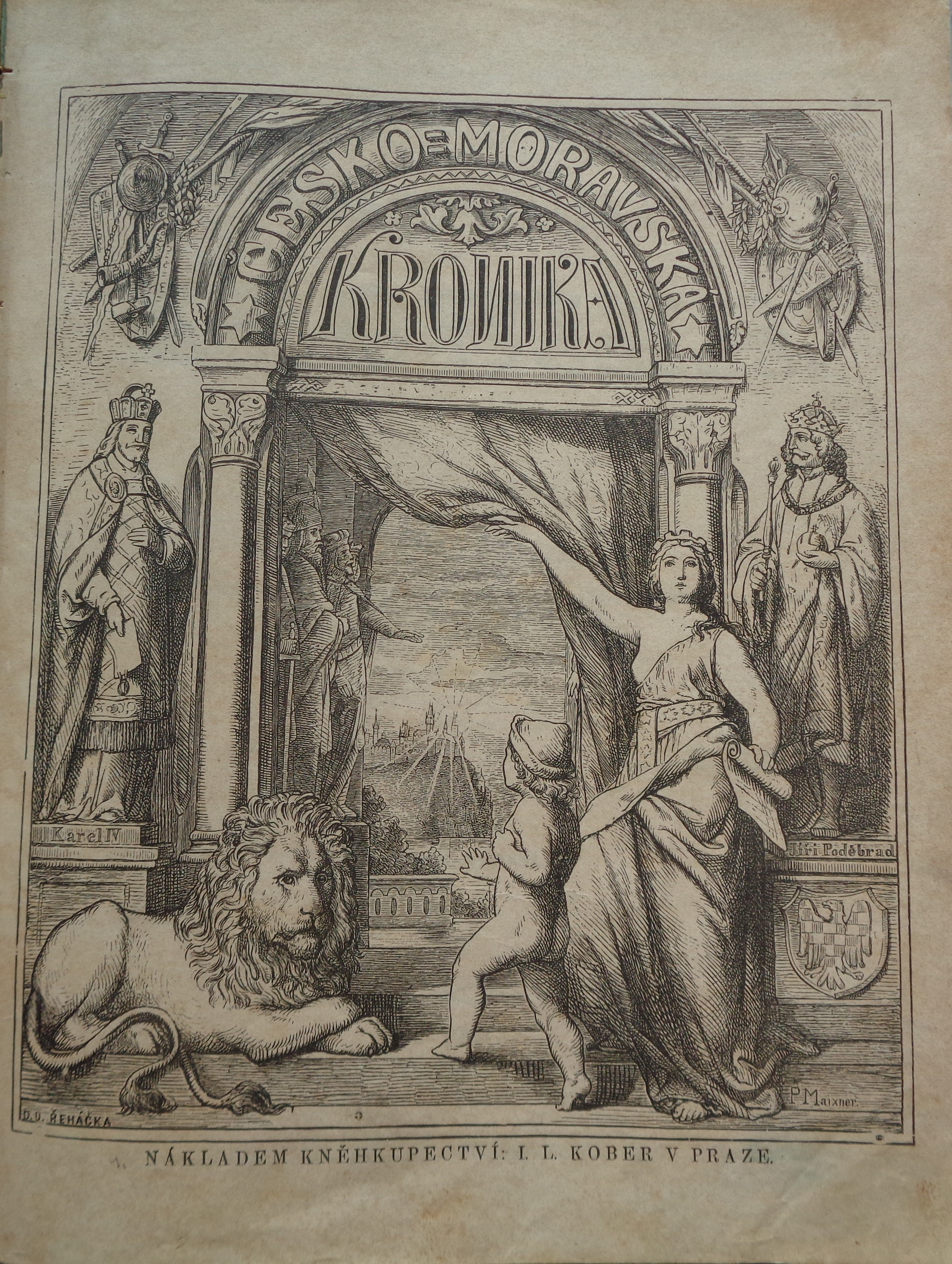
Úvodní stránka Česko-moravské kroniky

Od dob národního obrození usilovaly generace českých historiků o podrobné sepsání českých dějin umožňující českému národu detailní seznámení s jeho minulostí. Záměr se nepodařilo nikdy realizovat, neboť přesahoval možnosti jednotlivců snažících se zpracovat vlastními silami rozsáhlá období české historie. Na neúspěchu se podepsal i tehdejší stav poznání, kterému pro některá období chyběly studie a kritické zhodnocení pramenů, jež znemožňovaly vytvořit plnohodnotnou syntézu. Záměr narážel i na složitou politickou situaci 19. a 20. století a nacionalistické a ideologické spory mezi českými historiky. Zároveň se nedařilo najít nakladatele, který byl ochoten a schopen pustit se do finančně, logisticky a časově náročného úkolu.   
František Palacký (1798—1876) dovedl své pětisvazkové Dějiny národu českého v Čechách a v Moravě do roku 1526. Palackého záměr předat sepisování dějin po roce 1526 mladší generaci historiků nikdy nedošel naplnění, a tak zůstaly jeho Dějiny nedokončeným torzem. V 19. století vzniklo několik dalších pokusů podrobně sepsat českou historii od pravěku po současnost, ale zůstalo jen u smělých plánů. Václav Vladivoj Tomek (1818—1905), který pojal dvanáctisvazkový Dějepis města Prahy jako dějiny celé země s akcentem na Prahu, dokončil vypravování rokem 1608. Nejdále se dostali autoři populární Česko-moravské kroniky vycházející v letech 1862—1905. U monumentálního projektu zahrnujícího osm objemných svazků s více než 10 000 stránkami se postupně vystřídali Karel Vladislav Zap (1812—1871), Josef Kořán (1838—1912), Antonín Rezek (1853—1909), Josef Svátek (1835—1897) a Justin Václav Prášek (1853—1924). Podařilo se jim zpracovat české dějiny do roku 1815. Původní záměr dokončit Kroniku do sklonku 19. století se navzdory píli a obětavosti autorů nezdařil.  

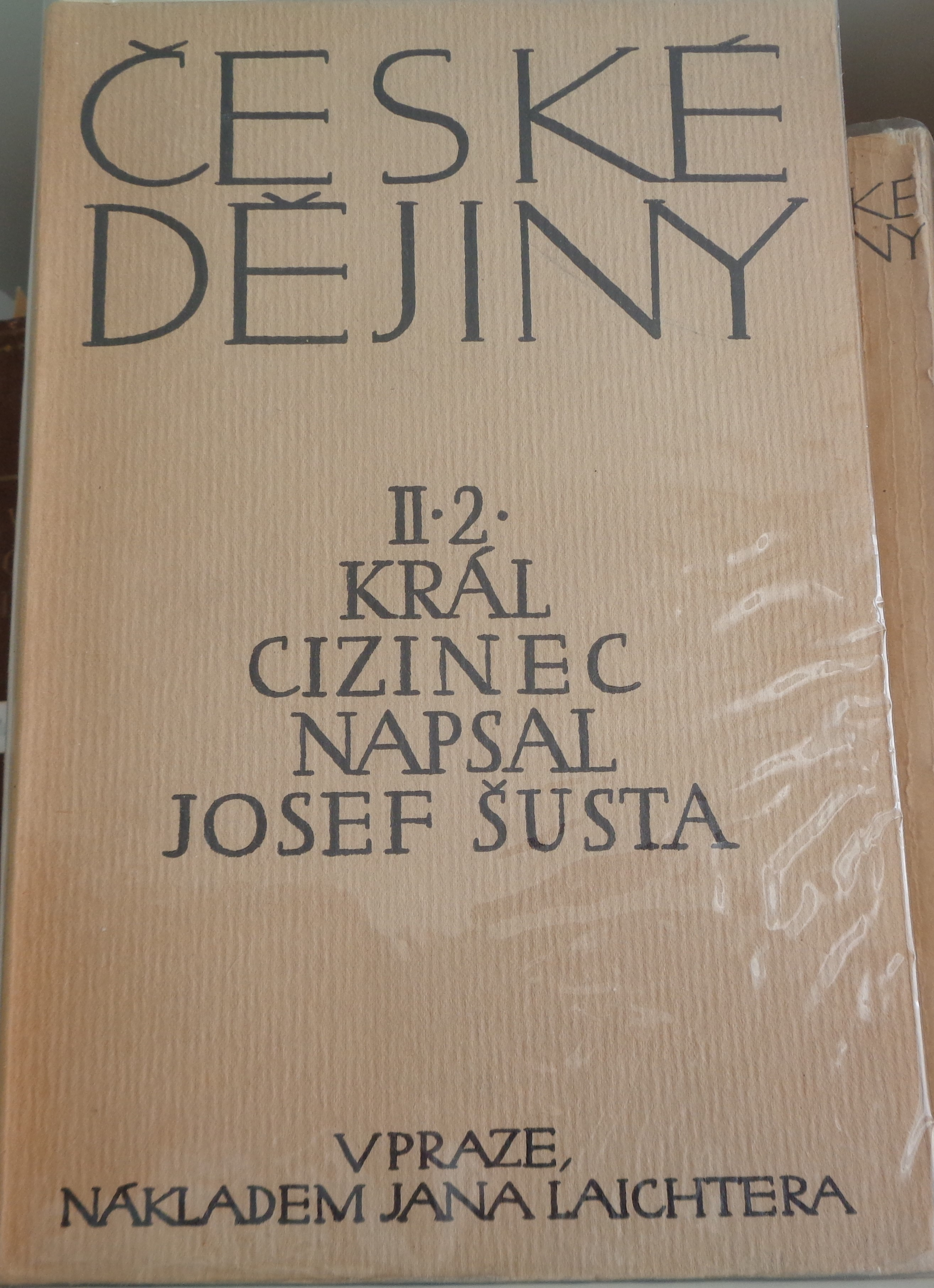
Laichterovy České dějiny

Ve 20. století byly dominantním projektem českých historiků Laichterovy České dějiny, které se v mnohém vymykají dřívějším a pozdějším snahám zmapovat české dějiny. Dodnes je tato velká edice základním pilířem české medievistiky, neboť představuje jeden z vrcholů pozitivistické historiografie a významné dílů historiků Gollovy školy. Architektem celého projektu byl nakladatel Jan Laichter. Redakci vedl zprvu Václav Novotný (1869—1932), jemuž se podařilo napsat čtyři svazky zahrnující období od počátku české státnosti do roku 1271. Spolupracovníkem mu byl Rudolf Urbánek (1877—1962), který se zhostil čtyř svazků obsahujících léta 1437—1462. Od počátku Laichterovy Dějiny nevycházely chronologicky po jednotlivých dějinných obdobích, nýbrž na přeskáčku. Po smrti V. Novotného se hlavní redakce zhostil Kamil Krofta (1876—1945). Historik Josef Vítězslav Šimák (1870—1941) sepsal pro Laichterovu edici, kterou vydával po smrti J. Laichtera jeho syn František Laichter, pouze jediný svazek – o středověké kolonizaci. Plnohodnotně navázat se podařilo až Josefu Šustovi (1874—1945). Ten sepsal ve čtyřech svazcích roky 1271—1355. Vydávání edice přerušila druhá světová válka. Po roce 1945 bylo vydávání neblaze poznamenáno nastupujícím komunistickým režimem a marxistickou historiografií. Týká se to zejména tří svazků Františka Michálka Bartoše (1889—1972) obsahujících dobu 1378—1437. V dalších desetiletích se pokusil obnovit edici Josef Janáček (1925—1994), jenž probádal ve dvou svazcích léta 1526—1547. Na jeho dílo však již nikdo nenavázal. Epilogem Laichterových dějin se stala aktivita Josefa Macka (1922—1991) a Františka Kavky (1920—2005). J. Macek vydal čtyřsvazkový Jagellonský věk v českých zemích (1471—1526), zatímco F. Kavka dokončil lucemburskou epochu dvěma svazky o Vládě Karla IV. za jeho císařství (1355—1378). Oba projekty byly pojaty více jako svébytné dílo než integrální součást Laichterových Dějin, ačkoli jsou do nich zpravidla řazeny. Ani Laichterovy Dějiny nedokázaly obsáhnout celou českou historii, ačkoli na to měly celkem 22 svazků a téměř celé 20. století.
Po roce 1989 se rozhodlo několik českých nakladatelství vydávat vlastní edice českých dějin. Nakladatelství Libri vydává edici Dějiny českých zemí, která zmapovala většinu období české historie od 6. století do roku 1938. Tato edice je rozvržena do 12 dílů ve 23 svazcích, do roku 2024 bylo vydáno 21 svazků (chybí dva svazky pokrývající období 1253—1310 a 1881—1914). Oproti VDZKČ je tato edice výrazně stručnější a pojata především v populárně naučném duchu bez poznámkového aparátu. Další edici s názvem Česká historie vydává Nakladatelství Lidové noviny. Tato edice je obsahově nevyvážená, fragmentovaná a schází jí jednotná koncepce.

## Historie ediční řadyVelkých dějin zemí Koruny české
Po roce 1989 se zvýšila v české společnosti poptávka po zpracování českých dějin bez ideologické předpojatosti a s respektováním nové dějinné situace. Snaha o zasazení českých dějin do evropského kontextu, aniž by došlo k jejich odosobnění a odnárodnění, vedly ke zvýšenému zájmu veřejnosti po vypracování nové historické edice zahrnující nejnovější poznatky české historiografie a reflektující více než dvě století trvající tradici moderního českého dějepisectví. Poptávka se zvýšila po rozpadu Československa a vzniku České republiky v roce 1993, které způsobily společně s prohlubující se evropskou integrací u části veřejnosti krizi státní a národní identity. Touha po podrobném sepsání českých dějin se neprojevovala jen u veřejnosti. Oporu pro své studium hledali také kantoři a studenti středních škol, či humanitních oborů obtížně se vyrovnávajících se zděděnými osnovami minulého režimu, které byly nahrazovány novými učebnicemi v delším časovém horizontu. Přání sepsat nové dějiny projevovali i sami historikové, především ze střední generace, pro které se jednalo o velkou výzvu, příležitost důstojně navázat na silný odkaz české historiografie, a zároveň zastřešit své dosavadní výzkumy.
Náladu ve společnosti dokázalo zachytit nakladatelství Paseka založené roku 1989 Ladislavem Horáčkem (1947—2015), který předtím působil jako redaktor Středočeského nakladatelství a knihkupectví (SNK). Shodou okolností sídlilo nakladatelství v letech 2000—2021 na adrese Chopinova 1543/4, Praha 2 – Vinohrady v Laichterově domě. Ten byl vystavěn podle návrhu architekta Jana Kotěry mezi lety 1908—1910 jako sídlo nakladatelství Jana Laichtera, kde se vydávala edice Českých dějin. Nakladatel L. Horáček dokázal kolem sebe soustředit v průběhu 90. let 20. století skupinu renomovaných historiků, s nimiž jej pojily přátelské vazby a podobný pohled na české dějiny. Jednalo se o historiky Pavla Bělinu, Petra Čorneje, Ivanu Čornejovou, Vratislava Vaníčka, Jiřího Raka a jiné, z nichž později vykrystalizovalo jádro autorského týmu VDZKČ. Po domluvě s nakladatelstvím začali tito autoři psát erudované, a zároveň čtivé publikace o evropských a českých dějinách, které kladly důraz na zasvěcený výklad, přehlednost a stručnost. Publikace cílily primárně na středoškolské prostředí. První prací tohoto druhu byly dvousvazkové Dějiny zemí Koruny české (1992) následované dvěma svazky Dějin evropské civilizace (1995). Završením se stalo v roce 1997 vydání dvou dílů Dějin Prahy. Tyto projekty se setkaly s velkým ohlasem čtenářů a škol, a proto muselo nakladatelství vydat některé edice v dalších letech v nových vydáních.
V roce 1997 se L. Horáček setkal v hospodě Na Urale na Puškinově náměstí v pražské Bubenči s několika historiky podílejícími se na třech úspěšných historických řadách nakladatelství Paseka. Ze společné debaty vyplynul záměr sepsat velkou edici českých dějin v pojetí dosavadních historických svazků vydaných v nakladatelství. Svazky o českých dějinách měly být přehledné, obsahově vyvážené a představovat základní shrnutí české historiografie na samém sklonku 20. století. Původně se počítalo s deseti svazky, později s dvanácti, což vyústilo v sebeironii autorů, kteří hovořili v žertu o tom, že píší „tuctové dějiny“. Záměrem nakladatelství bylo vydat tento projekt, pro nějž se ujal název Velké dějiny zemí Koruny české, v rámci pěti let, tedy zhruba dva svazky každý rok. Rozsah si tvůrci zvolili nejvyšší možný, a to od pravěku po rok 1992. Projekt narážel v prvních letech na velkou skepsi ze strany čtenářů a některých historiků, kteří nevěřili, že je možné dokončit velkou edici bez podpory Historického ústavu AV ČR. Pro Paseku se jednalo o značný risk, protože hrozilo v případě poklesnutí odběru čtenářů u prvních svazků na polovinu, že bude vydávání ukončeno, a tak skončí záměr sepsat velkou edici blamáží.
Roku 1999 vyšel I. svazek obsahující pravěk a raný středověk do roku 1197. V letech 2000—2002 byly dokončeny II. a III. svazek. Už tehdy se vyskytl první problém, protože po napsání III. svazku se podařilo dotáhnout vyprávění pouze k roku 1310. V době, kdy byly vydány II. a III. svazek, navíc spatřily světlo světa svazek X. zahrnující léta 1740—1792, a především XIII. a XIV. svazek pojednávající o období 1918—1938. Bylo zřejmé, že rozsah edice bude mnohem větší, než se původně počítalo, přičemž není možné vydávat svazky chronologicky za sebou po jednotlivých historických obdobích. Na vině byli někteří autoři, kteří podepsali s nakladatelstvím závaznou smlouvu, ale nedokázali dodržet termín, popřípadě se po jeho uplynutí vzdali závazku pro nedostatek času a jiné povinnosti. Museli se proto hledat noví autoři. Některá období proto čekala na zpracování několik let, což zvyšovalo nervozitu na straně čtenářů a odběratelů. Vyskytly se i opačné případy, kdy autoři dodali své práce v mnohem větším rozsahu, než jim bylo doporučeno. Nakladatelství se rozhodlo vlivem autority a neústupnosti svého zakladatele L. Horáčka namísto velkých koncepčních a obsahových škrtů vydat takové svazky ve dvou dílech. Tím vznikla tradice dělit některé svazky na dva díly. Jako první se to dotklo IV. svazku vydaného roku 2003, který se zaměřil na úsek let 1310—1402. Z důvodu extrémního rozsahu byly vydány dva díly – IV.a a IV.b.  
Po vydání prvních dílů se ukázalo, že zájem ze strany čtenářů o VDZKČ je značný a průměrný prodej se pohyboval u jednoho svazku kolem 6 000. Nejprodávanějším se stal V. svazek P. Čorneje o husitské revoluci, který dosáhl prodejů kolem 10 000 výtisků. Po vydání V. svazku v roce 2000 zaměřujícího se na husitskou epochu (1402—1437) a dokončení VI. svazku roku 2007, který zpracoval období let 1437—1526, dosáhla edice zlomového a symbolického okamžiku. Překročit důležitý mezník Palackého Dějin představující rok 1526 se podařilo nakladatelství roku 2005 se VII. svazkem pokrývajícím předbělohorskou dobu let 1526—1618. Roku 2006 byl dokončen XV. svazek rozdělený na dva díly (XV.a a XV.b). Ten pojednal o bouřlivé době let 1938—1945. Svazek VIII. z roku 2008 pomohl překlenout edici období let 1618—1683. Po roce 2008 nastala několikaletá pauza ve vydávání hlavní řady, protože vyvstaly problémy ohledně dokončení zbývajících svazků. Nakladatelství se snažilo tento problém vyřešit doplňující Tematickou řadou, jejíž vydávání odstartovalo v roce 2009. Tematická řada začala zpracovávat formou jednotlivých svazků konkrétní aspekty lidské činnosti z mnoha oborů, a tak doplnila hlavní řadu, kde se mohla těmto tématům věnovat z důvodu omezeného prostoru jen dílčí pozornost. Zároveň Tematická řada zaplnila hluché místo ve vydávání hlavní řady, aby tak mohlo nakladatelství vydat alespoň jeden svazek VDZKČ ročně.
Další svazek VDZKČ vyšel v roce 2011, a to IX. svazek zahrnující dobu let 1683—1740. Roku 2013 byly dokončeny XI. a XII. svazek. Oba svazky musely být rozděleny pro svůj značný obsah na čtyři díly – díly XI.a a XI.b překlenuly epochu let 1792—1860, zatímco díly XII.a a XII.b obsáhly zbývající období let 1860—1918. Edice tímto zpracovala české dějiny od pravěku po rok 1945. K roku 2013 vykazovala hlavní řada VDZKČ celkem 13 628 stran, 2 819 obrázků a 161 map. Navzdory dřívějším proklamacím se nepodařilo dotáhnout edici do původně plánovaného roku 1992, a to z řady důvodů. Hlavní příčinou bylo nedodání svazků vědci z Ústavu pro soudobé dějiny AV ČR, ačkoli s nimi mělo nakladatelství smlouvu o vydávání svazků zahrnujících poválečné období. Bez kompetentních autorů nakladatelství nechtělo riskovat kontroverze a spory s pamětníky, protože období po roce 1945 postrádalo analytické studie, tudíž nebylo možné vytvořit odpovědné a vědecky kritické syntézy. K nelibosti části čtenářů byla proto edice předčasně ukončena rokem 1945, čímž postrádala z pohledu veřejnosti zdaleka nejvíce historicky atraktivní období poválečných dějin.
Nakladatelství Paseka nepovažovalo po roce 2013 edici VDZKČ za definitivně skončenou a nechávala si do budoucna prostor pro pokračování, bude-li zájem veřejnosti trvat, a podaří-li se nalézt kompetentní autory. Obojí se podařilo vyřešit v následujících letech. Roku 2022 byla hlavní řada VDZKČ obnovena vydáním XVII. svazku pokrývajícího roky 1948—1956. V roce 2025 vyšel XVI. svazek, který zpracoval léta 1945—1948 a XVIII. svazek, který zpracoval léta 1956—1967 . Na dokončení roků 1967—1992 vyčlenilo nakladatelství další dva díly. Jejich vydání a případné rozdělení na více svazků je otázkou příštích let. Paralelně s hlavní řadou vychází i nadále Tematická řada VDZKČ, která nemá předem stanovený počet svazků a zpracovává zvolená témata bez chronologického vymezení.    

## Základní koncepce

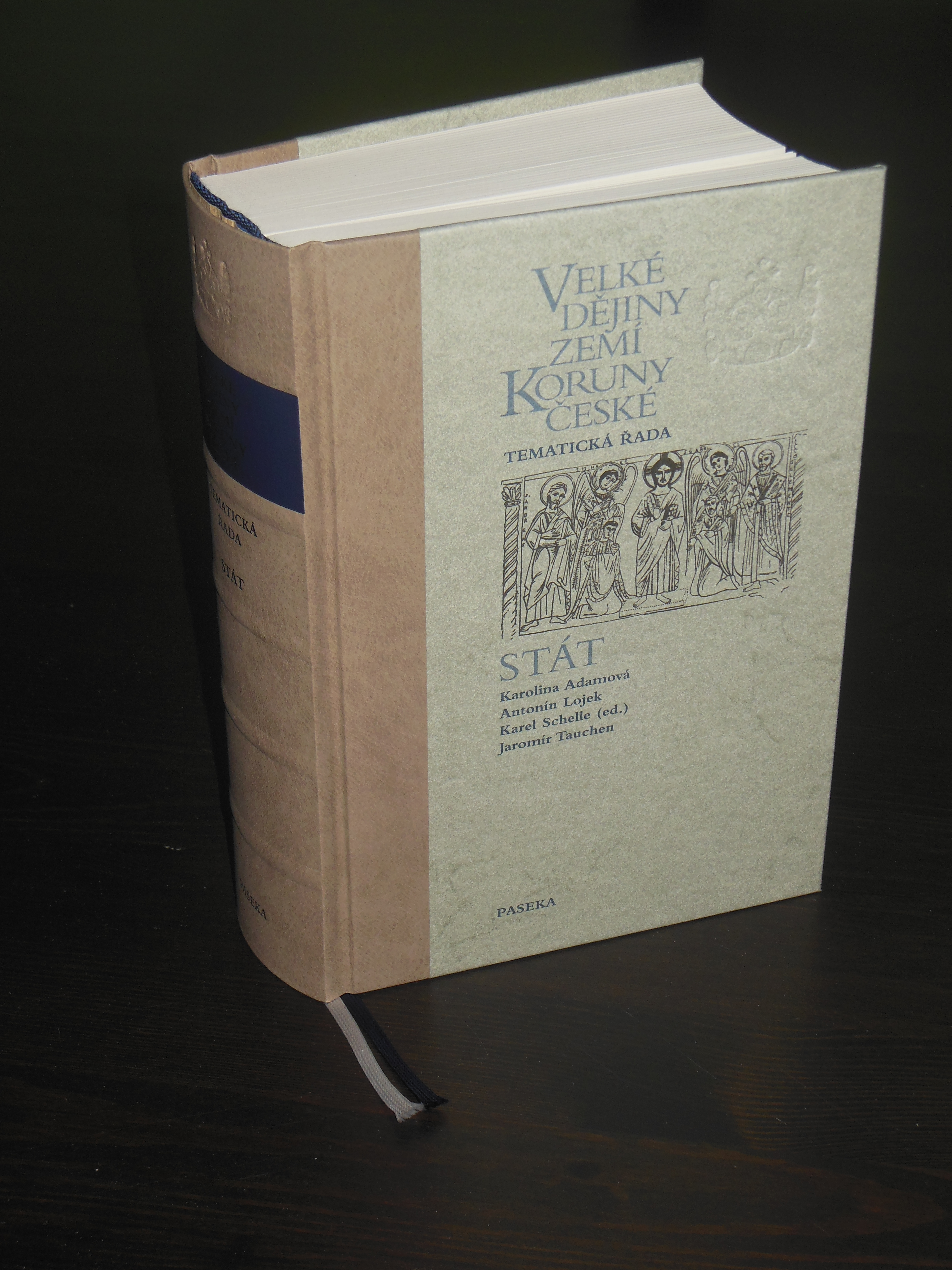
Tematická řada VDZKČ: Stát

VDZKČ mají ucelenou a konzistentní koncepci. Svazky jsou rozděleny na několik hlav obsahujících jednotlivé kapitoly členěné na základě myšlenkové struktury textu. Kapitoly nebývají zpravidla rozsáhlejší než několik stran, aby se dosáhlo co největší přehlednosti a snadné orientace v knize. Každý ze svazků má zhruba 700 až 800 stran. Důležitým aspektem je rozsáhlý poznámkový aparát v závěrečné části každého svazku. V poznámkovém aparátu je odkazováno na prameny vydané a nevydané, odbornou a výběrovou literaturu, časopisecké příspěvky apod. Poznámky slouží ke zpětnému ověřování faktů, dalšímu studiu pramenů a poskytují rámcový přehled doporučené literatury. Shrnují dosavadní stav bádání a mají za cíl nasměrovat odbornou a laickou veřejnost k pramenné základně, sekundární literatuře a předestřít, co již bylo k jednotlivým tématům zpracováno v minulosti. Každý svazek VDZKČ obsahuje seznam zkratek v textu (prameny, instituce, sborníky aj.), kompletní výběr z použitých pramenů a literatury, a také rejstříky. K některým svazkům přidali autoři četné přílohy jako například rodokmeny, seznamy církevních a světských hodnostářů nebo identifikaci českých verzí jmen zahraničních lokalit uvedených v textu. Nedílnou součástí edice je obrazový materiál tvořící několik barevných příloh, černobílé reprodukce obrázků či fotografií, mapy a jiné doplňky.  
V centru pozornosti VDZKČ nestojí primárně český národ, ale země a česká státnost. Dějiny nejsou popisovány z pohledu jediného etnika (Čechů) a vyhýbají se pojetí české historie jako dějin především historického území Čech. Velký prostor je proto věnován dění na Moravě, ve Slezsku a v dílů do 17. století i v obojí Lužici. Svazky obsahující dějiny po roce 1918 se dotýkají také dění na Slovensku. Nemalou část zahrnuje i výklad politické situace ve střední Evropě. Politické dějiny představují pouze jeden z nahlížených aspektů. Popisována je obsáhle společenská situace, hospodářské a sociální dějiny, každodennost, umění či církevní oblast. Politické dějiny jsou popisovány převážně přísně chronologicky a bez vlivu historického pozitivismu – záměrem není detailní popis všech událostí, ale naopak zachycení dominantních jevů a událostí formujících danou epochu. Ačkoli nabízejí autoři rozbory a zastřešující výklady každého období, vyhýbají se absolutním hodnocením a definicím, aby se vyvarovali objektivizaci a předpojatosti. Celá edice je zároveň oproštěna od národnostních a politických ideologií, které zatěžovaly předcházející edice českých dějin v 19. a 20. století.
Edice VDZKČ se nesnaží o jakési „konečné“ a definitivní sepsání dějin. Naopak je jejich autory pojata jako detailní obraz české historiografie na přelomu 20. a 21. století. Některé svazky pojednávající o méně probádaných epochách české historie proto zdůrazňují potřebu dalšího výzkumu a bádání, který je otázkou nikoli let, ale desetiletí a úsilí dalších generací historiků. I samotné dokončení edice k roku 1992 dokládá, že psaní dějin je nikdy nekončící proces, a posuny v bádání a historické vědě vyvolají v budoucnu snahu o korigování, doplnění či překonání edice VDZKČ.     

## Autoři
Autorský tým hlavní řady VDZKČ je tvořen 22 osobnostmi z řad renomovaných odborníků s výraznou publikační a vědeckou činností.  
- prof. PhDr. Milena Bartlová, CSc. (* 1958), specializuje se na výtvarné umění v Čechách ve 14. a 15. století, přednáší na Filosofické fakultě MU v Brně a na Pedagogické fakultě UK v Praze.
- PhDr. Pavel Bělina, CSc. (* 1948), historik, koordinátor a vedoucí redaktor projektu Velké dějiny zemí Koruny české.
- prof. PhDr. Marie Bláhová, DrSc. (* 1944), historička, specializuje se na středověké dějiny českých zemí a střední Evropy, chronologii a středověkou historiografii a kulturu.
- prof. PhDr. Lenka Bobková, CSc. (* 1947), historička, zabývá se českými dějinami pozdního středověku a raného novověku. Přednáší na Filosofické fakultě UK v Praze.
- PhDr. Michael Borovička (* 1951), historik, publicista a překladatel. Specializuje se na české dějiny 19. století a na dějiny vojenství.
- prof. PhDr. Petr Čornej, DrSc. (* 1951), významný český historik, je autorem řady knih. Za publikaci Velké dějiny zemí Koruny české V. získal Cenu Josefa Hlávky za původní knižní práci z oblasti vědecké a odborné literatury za rok 2000.
- doc. PhDr. Ivana Čornejová, CSc. (* 1950), historička, specializuje se na české a církevní dějiny 16. až 18. století a dějiny českého školství.
- PhDr. Jan Frolík, CSc. (* 1956), archeolog, zabýval se především archeologickým průzkumem na Pražském hradě, podílel se také na rozsáhlých výzkumech v mnoha českých městech.
- PhDr. Jan Gebhart (1945–2018), historik, zaměřuje se zejména na problematiku druhého čs. odboje (1939–1945) a související témata.
- prof. PhDr. Milan Hlavačka, CSc. (* 1955), historik, specializuje se zejména na politické, sociální a hospodářské dějiny habsburské monarchie a českých zemí a také na dějiny dopravy.
- Mgr. Jiří Kaše (1946–2022), historik umění, specializuje se na umění a kulturu 18. a počátku 19. století.
- PhDr. Antonín Klimek, CSc. (1937–2005), historik, zabýval se především historií první Československé republiky.
- Jiří Kocian (* 1956), historik, zabývá se československými dějinami po roce 1945, konkrétně na vývoj politického systému a politického stranictví.
- doc. PhDr. Jan P. Kučera (1948–2025), historik, zabýval se na dějinami kultury, náboženství a politického myšlení. Byl také překladatelem libret a odborné literatury.
- prof. PhDr. Jan Kuklík, CSc. (1940–2009), historik a pedagog, v oblasti českých dějin se specializoval především na období Protektorátu a mnichovské krize.
- doc. PhDr. Jiří Mikulec, CSc. (* 1962), historik, věnuje se výzkumu náboženských, politických a kulturních dějin českých zemí a habsburské monarchie v 17. a 18. století.
- doc. PhDr. Jiří Pernes, Dr. (1948–2025), historik a politik, specializuje se na dobu pozdní existence habsburské monarchie a Rakousko-Uherska, včetně dějin Československa 50. a 60. let 20. století.
- PhDr. Naďa Profantová, CSc. (* 1962), historička a archeoložka, specializuje se na období starší a střední doby hradištní.
- Vít Smetana (*1973), historik, specializuje se na dějiny mezinárodní politiky a diplomacie zejména ve třicátých a čtyřicátých letech 20. století a roli Československa na mezinárodní scéně v tomto období.
- Jiří Suk (* 1966), historik a politolog, specializuje se na moderní dějiny Československa, pracuje v Ústavu pro soudobé dějiny AV ČR.
- Mgr. Daniela Tinková, Ph.D. (* 1973), historička, zaměřuje se na kulturní, sociální a intelektuální dějiny 17. až 20. století v habsburské monarchii, francouzské a italské oblasti.
- doc. PhDr. Vratislav Vaníček, Ph.D. (* 1947), historik, vedoucí katedry společenských věd na ČVUT v Praze. Zabývá se dějinami středověku, zejména dějinami českého státu v době Přemyslovců.
- Mgr. Irena Veselá, Ph.D. (* 1977), kurátorka oddělení dějin hudby Moravského zemského muzea v Brně. Odborně se zaměřuje na dvorskou hudbu a prostředí rakouských Habsburků v 17. a 18. století.
- prof. PhDr. Vít Vlnas, Ph.D. (* 1962), historik, specializuje se na kulturu baroka a na problematiku písemných pramenů k dějinám výtvarného umění. Je ředitelem Sbírky starého umění Národní galerie a v současné době je pověřen řízením Národní galerie.
- prof. PhDr. Petr Vorel, CSc. (* 1963), historik dějin raného novověku, děkan Filozofické fakulty Univerzity Pardubice. Zaměřuje se na problematiku politických a kulturních dějin a vývoje peněžního oběhu v raně novověké Evropě.

## Hlavní řada
| Autor                                                           | Rok vydání | Díl                | Anotace | Lektoroval                                                            |
| --------------------------------------------------------------- | ---------- | ------------------ | --- | --------------------------------------------------------------------- |
| Marie Bláhová, Jan Frolík a Naďa Profantová                     | 1999       | I. (do roku 1197)  | Prehistorie českých zemí a jejich vývoj za vlády velkomoravských Mojmírovců a knížat z rodu Přemyslova                                    | Vladimír Čtverák, Zdeněk Dragoun, Milan Zápotocký                     |
| Vratislav Vaníček                                               | 2000       | II. (1197–1250)    | Počátky dědičné monarchie a nástup stavovské společnosti v českých zemích                                                                 | Neuvedeno                                                             |
| Vratislav Vaníček                                               | 2002       | III. (1250–1310)   | Mocenský, hospodářský a kulturní rozmach českého státu za posledních Přemyslovců                                                          | Jan Klápště                                                           |
| Lenka Bobková                                                   | 2003       | IV.a (1310–1402)   | Doba Jana Lucemburského a Karla IV. – český stát v zenitu velmocenského vývoje                                                            | Petr Čornej a František Kavka                                         |
| Lenka Bobková a Milena Bartlová                                 | 2003       | IV.b (1310–1402)   | Doba Václava IV. a počátky ústupu českého státu z velmocenských pozic                                                                     | Petr Čornej a František Kavka                                         |
| Petr Čornej                                                     | 2000       | V. (1402–1437)     | České země v čase nastupující náboženské reformace a husitských válek                                                                     | František Kavka                                                       |
| Petr Čornej a Milena Bartlová                                   | 2007       | VI. (1437–1526)    | Doba poděbradská a jagellonská – rozmach stavovské monarchie                                                                              | František Šmahel                                                      |
| Petr Vorel                                                      | 2005       | VII. (1526–1618)   | Stavovská monarchie v době vrcholné renesance a symptomy konfesionální rivality za vlády prvních Habsburků                                | Josef Válka a Jaroslav Pánek                                          |
| Ivana Čornejová, Jiří Kaše, Jiří Mikulec a Vít Vlnas            | 2008       | VIII. (1618–1683)  | České země v době třicetileté války a nástupu rekatolizace a jejich podíl na odvrácení „tureckého nebezpečí“                              | Marie-Elizabeth Ducreux, Jaroslav Bužga, Martin Pavlíček              |
| Pavel Bělina, Jiří Kaše, Jiří Mikulec, Irena Veselá a Vít Vlnas | 2011       | IX. (1683–1740)    | Vyvrcholení rekatolizace, rozkvět barokního slohu a první symptomy úpadku českého jazyka v českých zemích                                 | Iveta Coufalová, Margita Havlíčková, Martin Pavlíček a Jana Spáčilová |
| Pavel Bělina, Jiří Kaše a Jan P. Kučera                         | 2001       | X. (1740–1792)     | Slezské války, osvícenské reformy a centralizace a germanizace správy v českých zemích                                                    | Valentin Urfus, Eduard Maur a Julius Hůlek                            |
| Pavel Bělina, Milan Hlavačka a Daniela Tinková                  | 2013       | XI.a (1792–1860)   | Habsburská monarchie v zápase s napoleonským hegemonismem a revolučním demokratismem a počátky utváření novodobého českého národa         | Dušan Uhlíř                                                           |
| Milan Hlavačka, Jiří Kaše, Jan P. Kučera a Daniela Tinková      | 2013       | XI.b (1792–1860)   | Počátky právního státu, tržního hospodářství, občanské společnosti a národní kultury v českých zemích                                     | Dušan Uhlíř                                                           |
| Michael Borovička, Jiří Kaše, Jan P. Kučera a Pavel Bělina      | 2013       | XII.a (1860–1890)  | Obnovení ústavního vývoje v rakouském císařství, industrializace českých zemí a rozvoj kultury v oblasti českého jazyka                   | Milan Hlavačka                                                        |
| Michael Borovička, Jiří Kaše, Jan P. Kučera a Pavel Bělina      | 2013       | XII.b (1890–1918)  | České země „továrnou habsburské monarchie“ i dějištěm národnostních sporů a jejich vývoj v čase první světové války                       | Milan Hlavačka, Petr Horák a Zdenko Maršálek                          |
| Antonín Klimek                                                  | 2000       | XIII. (1918–1929)  | České země „továrnou habsburské monarchie“ i dějištěm národnostních sporů a jejich vývoj v čase první světové války                       | Robert Kvaček a Ivan Šedivý                                           |
| Antonín Klimek                                                  | 2002       | XIV. (1929–1938)   | Osudové důsledky světové hospodářské krize a politiky „apeassementu“ – republika v ohrožení německým nacismem a vyústění mnichovské krize | Robert Kvaček a Ivan Šedivý                                           |
| Jan Gebhart a Jan Kuklík                                        | 2006       | XV.a (1938–1945)   | Rozbití Československa, první léta Protektorátu a formování protinacistického odboje na počátku druhé světové války                       | Robert Kvaček                                                         |
| Jan Gebhart a Jan Kuklík                                        | 2007       | XV.b (1938–1945)   | Vstup SSSR a USA do války a úsilí odboje o obnovení československé republiky                                                              | Robert Kvaček                                                         |
| Jiří Kocian, Vít Smetana a Jiří Pernes                          | 2025       | XVI. (1945–1948)   | Nevydáno – v edičním plánu na říjen 2025                                                                                                  |                                                                       |
| Jiří Pernes                                                     | 2022       | XVII. (1948–1956)  | Od února 1948 po XX. sjezd Komunistické strany Sovětského svazu                                                                           | Jiří Kocian a Lubomír Kopeček                                         |
| Jiří Suk                                                        | 2025       | XVIII. (1956–1967) | „Období tání“, roky 1956–1967. | Milan Drápala a Jakub Šlouf                                           |

## Tematická řada
Tematická řada VDZKČ vychází od roku 2009 a představuje doprovodnou edici k hlavní řadě. Původně nebyla v plánu. K její realizaci se nakladatelství Paseka odhodlalo na základě komplikovaného vydávání hlavní řady, která měla po roce 2008 několikaletou odmlku. Každý svazek Tematické řady zpracovává jeden konkrétní aspekt lidské činnosti. V některých případech se jedná o první souvislé zpracování na dané téma. Řada není chronologicky vymezena a obsahuje zpracování tématu od počátků české státnosti po 20. století. Počet svazků není nijak limitován a vydávání proto plynule pokračuje od roku 2009. Z důvodu odlišení od hlavní řady mají svazky Tematické řady šedou barvu obalu s modrým pruhem. Obsahově a koncepčně je Tematická řada pojata identickým způsobem jako u hlavní řady.  
| Autor | Rok vydání | Číslo svazku | Téma                  | Lektoroval                                    |
| --- | ---------- | ------------ | --------------------- | --------------------------------------------- |
| Klára Benešovská, Petr Kratochvíl (ed.), Ivan P. Muchka, Taťána Petrasová, Dalibor Prix a Rostislav Švácha                                                                                       | 2009       | I.           | Architektura          | Pavel Bělina, Michal Brix a Jiří Kaše         |
| Michael Borovička | 2010       | II.          | Cestovatelství        | Pavel Bělina a Josef Tomeš                    |
| Jindřich Francek | 2011       | III.         | Zločinnost a bezpráví | Karolina Adamová, Tomáš Bursík a Petr Kreuz   |
| František Bahenský, Markéta Holubová, Luboš Kafka, Eduard Maur, Alexandra Navrátilová, Jaroslav Otčenášek, Lydia Petráňová, Daniela Stavělová, Lubomír Tyllner (ed.) a Jiří Woitsch              | 2014       | IV.          | Lidová kultura        | Mirjam Moravcová a Bohuslav Šalanda           |
| Karolina Adamová, Antonín Lojek, Karel Schelle (ed.) a Jaromír Tauchen | 2015       | V.           | Stát                  | Antonín Hrdina, Zdeněk Veselý a Jan Šternberk |
| Karolina Adamová, Antonín Lojek, Karel Schelle (ed.) a Jaromír Tauchen | 2017       | VI.          | Právo                 | Antonín Hrdina, Zdeněk Veselý a Jan Šternberk |
| Ivana Čornejová, Tomáš Kasper, Dana Kasperová, Pavlína Kourová, Petr Kratochvíl, Milena Lenderová, Miroslav Novotný (ed.), Jiří Pokorný, Michal Svatoš, Petr Svobodný, Jan Šimek a Růžena Váňová | 2020       | VII.         | Školství a vzdělanost | Karel Černý a Bohumil Jiroušek                |
| Martin Franc, Martina Halířová, Jiří Knapík, Milena Lenderová (ed.), Eduard Maur, Martin Nodl a Karel Rýdl                                                                                       | 2021       | VIII.        | Dětství               | Lydie Petráňová a Tomáš Kasper                |
| Karel Černý, Petr Svobodný a kol. | 2023       | IX.          | Lékařství             | Václav Grubhoffer, Vladan Hanulík             |

## Ocenění
Od roku 1999 si vysloužily VDZKČ několik prestižních ocenění a cen. Za V. svazek získal v roce 2001 historik Petr Čornej Literární cenu Josefa Hlávky za práci v oblasti vědecké a odborné literatury. Edice jako taková byla oceněna nejvíce po svém „dokončení“ v roce 2014, a to dvakrát. Obdržela Svatojiřskou medaili Arcibiskupství pražského. Kardinál Duka během slavnostního ceremoniálu uvedl, že „dokončení projektu, kterého nebylo dosaženo ani za první republiky a naštěstí ani za komunismu, si zaslouží úctu. Nakladatelství Paseka, všichni autoři a redaktoři, kteří se na vzniku edice podíleli, vykonali velikou službu naší zemi. Toto dílo překročilo stín Františka Palackého a stává se výzvou pro širší veřejnost, aby znovu promyslela historická fakta na pozadí současné interpretace.“ Téhož roku vyhrály VDZKČ v sekci Nakladatelský čin Magnesia Litera. Dílo bylo vysoce oceněno i mezi historiky. Historik Jan P. Kučera uvedl na adresu VDZKČ, že jsou „…počinem unikátním a zásadním, protože právě ony splácejí onen trapný dluh českého dějepisectví, datující se od torza Františka Palackého.“ Na přání L. Horáčka bylo v roce 2015 slavnostně uloženo „na věky“ 19 svazků VDZKČ v Regionálním muzeu v Litomyšli pro příští generace.

## Kontroverze
Jako u mnoha podobných velkých knižních projektů, tak se i VDZKČ vyznačují některými kontroverzemi. Kritice je podrobena sama rozsáhlost edice, protože všechny svazky hlavní řady vyskládané za sebou měří kolem 135 cm a váží dohromady téměř 24 kg. Nakladatelství nedokázalo dodržet původně ohlášený počet svazků, z nichž některé musely být děleny na dva díly. To zvýšilo náklady čtenářů, stejně tak jako zahájení vydávání Tematické řady tvořící volné pokračování a rozšíření hlavní řady. Úskalí svého druhu představuje vydávání svazků na přeskáčku a původní ukončení edice rokem 1945. V případě dělení svazků na dva díly došlo dokonce ke koncepčnímu selhání, protože svazky byly v případě většího rozsahu rozděleny na „a“ a „b“, přičemž obě části vždy zahrnovaly jedno období. Avšak XII. svazek se od tohoto tématu odchýlil a díl „a“ zahrnuje léta 1860—1890, kdežto díl „b“ roky 1890—1918, ačkoli by měly spadat dle koncepce aplikované do té doby oba díly do období 1860—1918. Svazek V. z roku 2000 byl vydán ve 2. revidovaném a doplněném vydání roku 2010, a tak museli někteří odběratelé aktualizovat svou sbírku. Kritické ohlasy vyvolává také rejstřík u jednotlivých svazků, který neodpovídá svou stručností rozsahu a odbornosti textu. U některých dílů je navíc patrná koncepční nevyváženost, neboť se svazky zpravidla liší tím, kolik prostoru dostávají politické dějiny.       